# Шабельське
Шабе́льське — село в Щербинівському районі Краснодарського краю, утворює Шабельське сільське поселення.

## Історія
За даними на 1859 рік у містечку Шабельськ (Сазальнік, Сазалик) 4-го стану Ростовського повіту Катеринославської губернії налічувалось 150 дворових господарств, в яких мешкало 1187 осіб (589 чоловічої статі та 598 — жіночої), існувала православна церква, відбувалось 4 ярмарки на рік.
Станом на 1886 рік у містечку Глафірівської волості мешкало 1975 осіб, налічувалось 218 дворових господарств, існували православна церква, 3 лавки, рибний завод та рейнський погріб.